# Corrientes (álbum de Javier Martínez)
Corrientes es el segundo álbum solista del músico argentino Javier Martínez. Fue editado en 1993.

## Lista de canciones
Todas escritas y compuestas por Javier Martínez.

| N.º | Título                                         | Vocalista principal | Duración |  |
| 1.  | «Corrientes»                                   |                     |          |  |
| 2.  | «Amor Secreto»                                 |                     |          |  |
| 3.  | «Quiero Estar Mejor»                           |                     |          |  |
| 4.  | «Los Tipos De La Cueva»                        |                     |          |  |
| 5.  | «El Tiempo Nunca Vuelve y Vivirlo es lo Mejor» |                     |          |  |
| 6.  | «Como Siempre»                                 |                     |          |  |
| 7.  | «Amor Intemporal»                              |                     |          |  |
| 8.  | «Casanova»                                     |                     |          |  |
| 9.  | «San Telmo Harlem»                             |                     |          |  |
| 10. | «Hoy Dejé El Escabio»                          |                     |          |  |
| 11. | «Juan Despierta Ya»                            |                     |          |  |
| 12. | «La Felicidad De Las Damas»                    |                     |          |  |
| 13. | «Mujer Del Viento»                             |                     |          |  |
| 14. | «Rouge Et Champagne»                           |                     |          |  |
| 15. | «Los Tipos De La Cueva (Instrumental)»         |                     |          |  |